# Václav Soumar
Václav Soumar (16. září 1887 Tábor – 12. prosince 1947 Tábor) byl český komunální politik, starosta Tábora, finanční odborník, spolkový funkcionář, čestný občan Tábora, vězeň (1939-1945) v koncentračním táboře Buchenwald.
Narodil se v rodině táborského obecního cihláře jako devátý z jedenácti dětí, po základní školní docházce se vyučil obchodním příručím a později absolvoval obchodní školu ČOB v Praze. Po úspěšné práci – praxi u stavební firmy Kareš-Tábor nastoupil v roce 1917 do táborské Městské spořitelny. Díky svým schopnostem, znalostem a pracovitosti dosáhl místa vrchního ředitele spořitelny.

## Komunální politik
V obecních volbách 15. června 1919 byl zvolen za Československou stranu socialistickou do obecního zastupitelstva. Byl členem městské rady, finančním referentem města a také působil jako náměstek starosty Tábora. Dobrá práce v zastupitelstvu a rozsáhlé znalosti finančního hospodaření města vynesla Václava Soumara po obecních volbách 2. prosince 1928 až do křesla starosty Tábora. V čele vedení obce byl náročný, ale rozhodoval spravedlivě, hospodárně a myslel na současnost i budoucnost města a občanů, uměl jednat s lidmi, využíval svůj postřeh a znalost poměrů a jako finančník se nebál investovat. Využíval např. finanční spoluúčast občanů při výstavbě veřejně prospěšných staveb, dbal na dodržování výběrových řízení při zadávání zakázek. Dokladem úrovně jeho vedení radnice je skutečnost, že Tábor byl koncem 30. let 20. stol. označován jako třetí nejúspěšnější moderní a rozvíjející se město v celém Československu (před ním Hradec Králové a Zlín).
Václav Soumar byl aktivní i jako členem mnoha spolků, komisí a výborů, spoluzakladatel a funkcionář Českého zemského svazu obcí, měst a okresů, místopředseda Národohospodářského sboru jihočeského; inicioval vznik (1933) a poté pracoval v „Pomocném sboru pro péči o nezaměstnané“ (v Táboře jich bylo přes 600) a v „Okresní péči o mládež“. V kulturní oblasti byl např. zakladatelem a vydavatelem propagačního časopisu „Srdce Evropy“, členem výboru Okrašlovacího spolku a také předsedou táborských tamburašů (hudební a pěvecký soubor).

## Zásluhy
Akcí, na kterých Václav Soumar jako zastupitel a zejména pak jako starosta měl velkou zásluhu, bylo mnoho. Například:
- zajištění a vybudování (1932-1936) filtrační a čisticí stanice a vodárny „U rytíře“ (u Jordánu);
- zabezpečení změny napětí a dodávek elektrického proudu a veřejné osvětlení (1930-31) od Jihočeských elektráren;
- nový dlážděný povrch skoro všech městských vozovek; zejména v letech světové krize (v ČSR 1930 až 1933) starosta Soumar touto akcí zajistil „nouzové práce“ pro nezaměstnané;
- zbudování důležitého silničního Švehlova mostu přes Lužnici – 1936;
- umístění první vojenské posádky v novodobé historii Tábora a výstavba areálu kasáren;[4]
- úprava jordánské hráze, zbudování visutého chodníku a nová komunikace ke kasárnám a Klokotům;
- výstavba obecních bytů a budov, např.:
  - sídlo Národní banky československé, 1929 (Tyršova ulici);
  - Městské spořitelny, 1925 (tř. 9. května);
  - areál okresního úřadu („Na Parkánech“);
  - Finančního úřadu (Žižkovo náměstí);
  - zřízení Dispenzáře „Masarykovy ligy proti tuberkulóze“ (ambulantní péče o nemocné) – (Jeronýmova ulice);
- také věnoval pozornost rozvoji školství a kultury ve městě (v roce 1937 bylo na táborských školách celkem 5 355 žáků a studentů) :
  - zřízení a výstavba budov několika základních (1929) i vyšších odborných škol (1932) na Maredově vrchu;
  - přestavby budov školy Na Parkánech a na Klášterním náměstí;
  - vznik táborské Obchodní školy, výstavba školní budovy – vyučování od září 1931, zde také odborná pilařská škola (založ. 1931 – v té době jediná v Čechách a na Moravě), od 1933 i odborná škola drogistická, od 1937 vyšší Obchodní akademie – (Jiráskova ulice);
  - budova osvětového domu, později i knihovna (Jiráskova ulice);
  - od 23. června 1929 se v Táboře konala Jihočeská průmyslová a hospodářská výstava Výstavu provázely sjezdy, slavnosti, kulturní události. 30.6.1929 výstavu navštívil prezident T. G. Masaryk a starosta Soumar (s předs. výstavy dr. Kroupou) mu udělil čestný výstavní odznak.
- Velkou akcí radnice bylo zajištění financí na stavbu potřebné nové táborské okresní nemocnice, kdy starosta Soumar byl velmi aktivní a houževnatý, zejména při svých jednáních s nadřízenými a na ministerstvech.[5].

## Léta 1939 až 1947
Na vrcholu práce pro své město však přišly těžké roky – 15. května 1939 byl zatčen německými okupanty a přes svůj nedobrý zdravotní stav deportován do koncentračního tábora Buchenwald. Zde Václav Soumar na jaře 1945 přežil pověstný pochod smrti a domů do Tábora se vrátil 21. května 1945. Již 10. května byl v nepřítomnosti zvolen do čela Místního revolučního národního výboru. Soumar se ujal úřadu, ale musel být hospitalizován v místní nemocnici. Na funkci 16. července 1945 ze zdravotních důvodů rezignoval a na základě dohody v samosprávě ji převzal 23. července František Sivera.
Václav Soumar byl na konferenci národně socialistické strany v červenci 1945 zvolen důvěrníkem táborského obvodního výkonného výboru, později – v Táboře 7. dubna 1946 – krajským důvěrníkem. Ve volbách 23. května 1946 zvítězili v Táboře národní socialisté a 4. července se stal Soumar členem rady MNV. Do výslužby z postu vrchního ředitele spořitelny odešel na vlastní žádost v červenci 1946 a věnoval se cele programu řízení a výstavbě ve městě, např. zpracoval (v létě 1947) rozsáhlý program budování a rozvoje na řadu následných let a prosazoval nutnost regulačního plánu výstavby.
10. září 1947 dr. Petr Zenkl, táborský rodák a Soumarův spoluvězeň v Buchenwaldu, při cestě k prezidentovi Dr. Edvardu Benešovi do Sezimova Ústí navštívil v Táboře V. Soumara; 16. září 1947 se sešla mimořádná schůze pléna táborského MNV a večer se v sále „Střelnice“ konal slavnostní večer k šedesátinám zasloužilého starosty města.
Nemoc, umocněná šesti roky útrap v koncentračním táboře, si vybrala svoji oběť – Václav Soumar náhle zemřel, ve věku 60 let, v pátek 12. prosince 1947. Po únoru 1948 se o tomto významném rodákovi dlouhá desetiletí nemluvilo. V březnu 1990 byla pojmenována táborská komunikace od křižovatky u nemocnice k zimnímu stadionu ulicí Václava Soumara a v r. 1997 vydal Městský úřad v Táboře upomínkový list k 110. výročí narození a 50. výročí úmrtí.